# Stochomys longicaudatus
Stochomys longicaudatus là một loài động vật có vú trong họ Chuột, bộ Gặm nhấm. Loài này được Tullberg mô tả năm 1893.